# CS Tiligul-Tiras Tiraspol
El CS Tiligul-Tiras Tiraspol és un club moldau de futbol de la ciutat de Tiraspol.

## Història
Evolució del nom:
- 1938 - Spartak Tiraspol
- 1961 - Pizkevnik Tiraspol
- 1963 - Lukhraful Tiraspol
- 1967 - Dnestr Tiraspol
- 1967 - Energia Tiraspol
- 1978 - Start Tiraspol
- 1979 - Avtomobilist Tiraspol
- 1986 - Tekstilshik Tiraspol
- 1990 - Tiras Tiraspol
- 1991 - Tiligul Tiraspol
- 2004 - Tiligul-Tiras Tiraspol

## Palmarès
- Copa moldava de futbol (3):
  - 1993, 1994, 1995